# Metro de Daegu
El metro de Daegu (en coreano: 대구도시철도) es un ferrocarril metropolitano que sirve la ciudad de Daegu en el país de Corea del Sur.

## Historia
Las primeras operaciones de este metro comenzaron en el noviembre de 1997, con la puesta en funciones del trayecto entre las estaciones Jincheon a Jungangno, de la línea 1. Luego ésta fue extendida de Jungangno a la estación Ansim en el mayo de 1998. Más adelante se hizo una otra extensión, desde la estación Jincheon a Daegok en el mayo de 2002; una extensión a la estación Seolhwa-Myeonggok fue inaugurado en el 8 de septiembre de 2016.
La línea 2 comenzó a funcionar, entre las estaciones Munyang a Sawol, en el octubre de 2005; una extensión a la estación que sirve la Universidad de Yeungnam fue inaugurado en el 19 de septiembre de 2012.
La línea 3 (un monocarril) fue inaugurado entre las estaciones KNU Medical Center y Yongji en el 23 de abril de 2015.

## Líneas
| Número Inglés | Número Hangul | Terminales        | Terminales              | Estaciones | Longitud (km) |
| ------------- | ------------- | ----------------- | ----------------------- | ---------- | ------------- |
|               |               |                   |                         |            |               |
| Metro:        |               |                   |                         |            |               |
| Línea 1       | 1호선         | Seolhwa-Myenggok  | Ansim                   | 32         | 28,4          |
| Línea 2       | 2호선         | Munyang           | Universidad de Yeungnam | 29         | 31,4          |
| Monocarril:   |               |                   |                         |            |               |
| Línea 3       | 3호선         | Centro Médico KNU | Yongji                  | 30         | 23,9          |
|               |               |                   |                         |            |               |

Este metro tiene tres líneas, cada una con las siguientes estaciones:
Línea 1:
- Seolhwa-Myeonggok
- Hwawon
- Daegok
- Jincheon
- Wolbae
- Sangin
- Wolchon
- Songhyeon
- Seongdangmot
- Daemyeong
- Anjirang
- Hyeonchungno
- Hospital Universitario de Yeungnam
- Universidad Nacional de Educación
- Myeongdeok; estación de transferencia con la línea 3
- Banwoldang; estación de transferencia con la línea 2
- Jungangno
- Daegu
- Chilseong
- Sincheon
- Dongdaegu
- Keungogae
- Ayanggyo
- Dongchon
- Haean
- Bangchon
- Yonggye
- Yulha
- Singi
- Banyawol
- Gaksan
- Ansim

Línea 2:
- Munyang
- Dasa
- Daesil
- Gangchang
- Universidad de Keimyung
- Complejo Industrial de Songseo
- Igok
- Yongsan
- Jukjeon
- Gamsam
- Duryu
- Naedang
- Bangogae
- Sinnam; estación de transferencia con la línea 3
- Banwoldang; estación de transferencia con la línea 1
- Kyungpuk
- Banco de Daegu
- Beomeo
- Oficina de Suseongu
- Manchon
- Damti
- Yeonho
- Gran Parque de Daegu
- Gosan
- Sinmae
- Sawol
- Jeongpyeong
- Imdang
- Universidad de Yeungnam